# Ian St. John
Ian St. John, né le 7 juin 1938 à Motherwell (Écosse) et mort le 1er mars 2021, est un footballeur écossais, qui évoluait au poste d'attaquant à Liverpool et en équipe d'Écosse. 
St. John a marqué neuf buts lors de ses vingt-et-une sélections avec l'équipe d'Écosse entre 1959 et 1965. Il fait partie du Scottish Football Hall of Fame, depuis 2008, lors de la cinquième session d'intronisation.

## Biographie
Le père de Ian St. John, Alex, un métallurgiste, est décédé alors que Ian avait six ans ; Ian a également montré du talent pour la boxe dans son enfance, mais sa mère l'a découragé. Après avoir joué au football pour des équipes de jeunes et des équipes de travail à l'adolescence tout en travaillant dans l'industrie locale, y compris à l'aciérie de Colville, St John a commencé sa carrière chez les favoris de l'enfance Motherwell, signant en tant que professionnel en 1957 après un passage avec l'équipe junior affiliée Douglas Water Thistle comme signature provisoire; il a continué un apprentissage d'ingénieur à temps partiel (travail qu'il a admis qu'il n'aimait pas et qu'il a activement évité autant que possible) pendant deux années supplémentaires.
Il était dirigé par Bobby Ancell et faisait partie d'un groupe de jeunes joueurs talentueux (comprenant également Andy Weir, Willie Hunter, Pat Quinn et Sammy Reid) surnommés les "Ancell Babes". Ses débuts étaient contre Dumfries, Queen of the South, lors d'un match à l'extérieur à Palmerston Park. St John a marqué un triplé pour Motherwell en deux minutes et 30 secondes contre Hibernian en 1959, l'un des plus rapides enregistrés dans l'histoire du football écossais. Il a quitté Motherwell en 1961, après avoir marqué 105 buts en 144 apparitions pour le club dans les trois grandes compétitions nationales écossaises.

## Carrière
- 1957-1961 :  Motherwell
- 1961-1971 :  Liverpool
- 1971-1972 :  Coventry City
- 1972-1973 :  Tranmere Rovers [2]

## Palmarès

### En équipe nationale
- 21 sélections et 9 buts avec l'équipe d'Écosse entre 1959 et 1965.

### Avec Liverpool
- Finaliste de la Coupe d'Europe des vainqueurs de coupe de football en 1966
- Vainqueur de la Coupe d'Angleterre de football en 1965
- Vainqueur du Championnat d'Angleterre de football en 1964 et 1966
- Vainqueur du Championnat d'Angleterre de football de deuxième division en 1962